# La Semaine de l'économie
 (juillet 2021).
Si vous disposez d'ouvrages ou d'articles de référence ou si vous connaissez des sites web de qualité traitant du thème abordé ici, merci de compléter l'article en donnant les références utiles à sa vérifiabilité et en les liant à la section « Notes et références ».
La Semaine de l'économie était une émission de télévision française diffusée sur La Cinquième. Elle était présentée par Gérard Bonos et Dominique Nora.